# Ittiritmi
Ittiritmi è un festival internazionale di musica etnica e world music che si svolge annualmente a Ittiri, in provincia di Sassari, Sardegna. Nato nel 1991, il festival è organizzato dalla Pro Loco di Ittiri e si tiene solitamente nella prima metà di agosto. Nel corso degli anni, Ittiritmi ha ospitato artisti di fama internazionale, diventando un punto di riferimento per la musica etnica e le sonorità globali in Sardegna.

## Storia e identità
Ittiritmi nasce con l'obiettivo di promuovere la musica etnica e world music, offrendo un palcoscenico ad artisti provenienti da culture e tradizioni musicali di tutto il mondo. Si distingue per l'apertura alle contaminazioni musicali e per l'attenzione alle espressioni artistiche contemporanee legate alle radici popolari.
Oltre ai concerti, il programma del festival ha incluso negli anni anche spettacoli teatrali, mostre, proiezioni e incontri letterari.
Nel 2025 si celebrerà la 30ª edizione del festival, traguardo che conferma la longevità e il prestigio della manifestazione nel panorama musicale internazionale.

## Programmazione
Il festival si svolge principalmente presso il Giardinetto di Ittiri, trasformato in uno spazio concertistico all’aperto. Le serate propongono generi che spaziano dalla musica sarda tradizionale alle sonorità africane, balcaniche, latinoamericane, orientali e fusion. L’evento promuove il dialogo tra le culture attraverso la musica e attira ogni anno un pubblico eterogeneo.

## Artisti ospitati
Tra gli artisti e gruppi ospitati nelle varie edizioni:
- Márta Sebestyén
- Nikola Parov
- Ambrogio Sparagna
- Giovanna Marini
- Agricantus
- Maria del Mar Bonet
- Elena Ledda
- Mauro Pagani
- Giovanni Lindo Ferretti
- Franca Masu
- Moni Ovadia

Nel 2024, dopo una pausa di cinque anni, il festival è tornato con concerti di Francesco Piu & Band e del musicista celtico Hevia, esibitosi nella cava "Su Giardinu" di Monteleone Rocca Doria.

## Impatto culturale
Ittiritmi rappresenta un importante momento di incontro e scambio culturale. Ha contribuito alla valorizzazione della musica etnica e del dialogo interculturale, promuovendo il turismo culturale e la partecipazione della comunità locale.